# Liste der Bodendenkmäler in Mehring (Oberbayern)
Auf dieser Seite sind die Bodendenkmäler in der oberbayerischen Gemeinde Mehring zusammengestellt. Diese Tabelle ist eine Teilliste der Liste der Bodendenkmäler in Bayern. Grundlage ist die Bayerische Denkmalliste, die auf Basis des Bayerischen Denkmalschutzgesetzes vom 1. Oktober 1973 erstmals erstellt wurde und seither durch das Bayerische Landesamt für Denkmalpflege geführt wird. Die folgenden Angaben ersetzen nicht die rechtsverbindliche Auskunft der Denkmalschutzbehörde.

## Bodendenkmäler der Gemeinde

### Bodendenkmäler in der Gemarkung Holzfelder Forst
| Lage                        | Objekt | Akten-Nr.     | Bild |
| --------------------------- | --- | ------------- | ---- |
| Holzfelder Forst (Standort) | Siedlung der Bronzezeit, der Latènezeit und der römischen Kaiserzeit sowie Brandgräber der römischen Kaiserzeit. | D-1-7742-0121 |      |
| Holzfelder Forst (Standort) | Siedlung der römischen Kaiserzeit.                                                                               | D-1-7742-0123 |      |

### Bodendenkmäler in der Gemarkung Mehring
| Lage                                       | Objekt | Akten-Nr.     | Bild                                                      |
| ------------------------------------------ | --- | ------------- | --------------------------------------------------------- |
| Mehring (Standort)                         | Siedlung der Latènezeit und der römischen Kaiserzeit.                                                                                            | D-1-7742-0124 |                                                           |
| Mehring (Standort)                         | Körpergräber des frühen Mittelalters. | D-1-7842-0058 |                                                           |
| Mehring Dorfstraße 1 (Standort)            | Untertägige mittelalterliche und frühneuzeitliche Befunde im Bereich der Katholischen Pfarrkirche St. Martin in Mehring und ihres Vorgängerbaus. | D-1-7842-0146 | Untertägige mittelalterliche und frühneuzeitliche Befunde |
| Mehring Ulrich-Häntler-Straße 6 (Standort) | Untertägige spätmittelalterliche und frühneuzeitliche Befunde im Bereich der Katholischen Kirche St. Nikolaus in Hohenwart.                      | D-1-7842-0155 |                                                           |

### Bodendenkmäler in der Gemarkung Schützing
| Lage                 | Objekt                           | Akten-Nr.     | Bild |
| -------------------- | -------------------------------- | ------------- | ---- |
| Schützing (Standort) | Straße der römischen Kaiserzeit. | D-1-7742-0122 |      |